# Раскін Дмитро Леонідович
Дмитро Леоні́дович Ра́скін (нар. 9 січня 1995, Одеса, Україна) — український дзюдоїст, самбіст, Майстер спорту України, член національної збірної України з дзюдо (2009–2019).

## Біографія
Народився 9 січня 1995 року в місті Одеса. З дитинства займався дзюдо та самбо.
З 2009 року входив до складу юнацької, а потім юніорської та дорослої національної збірної України.
У 2017 році брав участь у чемпіонаті Ізраїлю, де здобув перемогу, ставши чемпіоном країни у своїй ваговій категорії.

## Спортивні досягнення
- Член національної збірної України (2009–2019)
- Переможець і призер чемпіонатів України
- Чемпіон Ізраїлю (2017)
- Переможець і призер Кубків Європи, відкритих турнірів серед кадетів, юніорів та дорослих
- Бронзовий призер  чемпіонату Європи серед юніорів[en] (2014, Бухарест) [1]
- Переможець Кубка Європи до 21 року в Празі (2014)
- Бронзовий призер командного чемпіонату світу серед юніорів [2]
- Срібний та бронзовий призер чемпіонатів Європи з самбо
- Бронзовий призер чемпіонату світу з самбо

## Освіта
Здобув ступінь магістра в Національному університеті «Одеська юридична академія» у 2015 ріку за спеціальністю "міжнародна юриспруденція", а також ступінь бакалавра в Південноукраїнському національному педагогічному університеті за спеціальністю "тренер з дзюдо, спортивний маркетинг". У цьому ж вузі з 2020 року займається написанням докторської дисертації у сфері спортивних наук.